# ERepublik
eRepublik је MMORPG друштвена стратешка игра коју је прозвела компанија eRepublik Labs. Покренута је 21. октобра 2008. и бесплатно је доступна путем Интернета. Радња је смештена у измишљеном свету, где су играчи који се називају грађани укључени у локалне или националне партије, економију, посао, као и ратовање против других држава. Твроци игре су Алексис Бонте и Џорџ Лемнару. Игра eRepublik је програмирана у PHP користећи Symfony фрејмворк, а играње је омогућено у већини модерних браузера. Тренутно постоји 30 чланова особља поред оснивача сајта.
Сајт је, осим на енглеском доступан и на немачком, руском, француском, шпанском, португалском, шведском, мађарском, румунском, српском и пољском језику.

## Циљ игре
Реч је о онлајн интернет игри која омогућава повезивање са хиљадама других, стварних играча. Након регистрације, додатни налози се више не могу правити са истог рачунара, нити се може управљти туђим налозима са тог рачунара. У измишљеном онлајн свету постоји могућност да члан заједнице (односно нације) управља својим компанијама, ради у туђим, тренира и ратује. Каријера се не мора свести на економију и рат. Уласком у политичке воде може се постати председник странке, члан конгреса, па и председник. Отварањем новина могу се издавати чланци и стећи новинарска слава. Игра захтева познавање економије, математике, рачунара, политике и дипломатије. Осим индивидуалног циља (који се поред свих наведених могућности своди и на поене искуства, који су симбол моћи) постоји и заједнички циљ једног виртуелног народа. Тако на пример сваки еСрбин, еХрват, еЕнглез (итд.) има циљ да поред свог налога унапреди и стање у земљи - преко нових освајања и јачање економије. Игра је изазвала велику популарност у свету и једно време је имала потенцијал да достигне и милион играча. Данас је активно око 25.800.